# Habenaria splendens
Habenaria splendens är en orkidéart som beskrevs av Alfred Barton Rendle. Habenaria splendens ingår i släktet Habenaria och familjen orkidéer. Inga underarter finns listade i Catalogue of Life.